# کاراکوله
کاراکوله (به لهستانی:  Karakule) یک روستا در لهستان است که در گمینا سوپراشل واقع شده‌است.
 کاراکوله  ۴۵۰ نفر جمعیت دارد.